# Bjelašnica
Bjelašnica (srbsky Бјелашница) je pohoří ve střední Bosně, jižně od Sarajeva.
Stejnojmenný nejvyšší vrchol Bjelašnica dosahuje výšky 2067 metrů. Dalšími významnými vrcholy v Bjelašnici jsou Krvavac (2062 m) a Vlahinje (2056 m).

## Vymezení
Na severu sousedí s pohořím Igman a Bitovnja, na východě s pohořím Treskavica a Jahorina, na jihu je odděleno kaňonem Rakitnica od pohoří Visočica, na západě je odděleno řekou Neretva od pohoří Prenj.

## Charakteristika pohoří
Jedná se především o vápencové pohoří. V jižním podhůří Bjelašnice na hraně kaňonu řeky Rakitnica se zachoval unikátní folklor mezi místními muslimy, kteří si díky své izolaci zachovali své nářečí a staré zvyky. Vesnice jako Lukomir, Umoljani, Gradina a Čuhoviči byly ušetřeny i za války.

## Olympijský areál
Během Olympijských her v Sarajevu zde byla olympijská sjezdovka. Zařízení zničeno za války. Vrchol Bjelašnice byl opevněn Srby a sloužil k ostřelování muslimských pozic v pohoří Igman. V podhůří Bjelašnice jsou dodnes rozsáhlá minová pole.